# Nioaque
Nioaque est une municipalité brésilienne de l'État de Mato Grosso do Sul et la Microrégion de Bodoquena.